# Maciej Woźniak
Maciej Woźniak (ur. 1969) – polski poeta, felietonista muzyczny i literacki. Publikował m.in. w „Tygodniku Powszechnym”, „Twórczości”, „Literaturze na Świecie”. Pracował w sklepie muzycznym Helicon w Warszawie. Za tom Iluzjon nominowany do Nagrody im. Józefa Czechowicza, za tom Ucieczka z Elei nominowany do Nagrody Literackiej Gdynia 2011, a za tom Biała skrzynka nominowany do Nagrody Poetyckiej im. K.I. Gałczyńskiego – Orfeusz 2013. Ponownie nominowany do Orfeusza w 2018 za tom Obywatelstwo podwójnego kraju. Mieszka w Płocku.

## Książki poetyckie
- Srebrny ołówek, Dom Kultury w Płocku 1998
- Iluminacje. Zaćmienia. Szarość, Śródmiejski Ośrodek Kultury w Krakowie 2000
- Obie strony światła, Wydawnictwo Zielona Sowa, Kraków 2003
- Wszystko jest cudze, Wydawnictwo Zielona Sowa, Kraków 2005
- Iluzjon, Wydawnictwo Literackie, Kraków 2008
- Ucieczka z Elei, WBPiCAK w Poznaniu 2010 (w ramach stypendium MKiDN)
- Biała skrzynka WBPiCAK w Poznaniu 2012
- Ulica szczupacza POKiS w Płocku 2012 (z fotografikiem Cezarym Dzięcielskim)
- Pocztówki dźwiękowe, Instytut Mikołowski, Mikołów 2014
- Obywatelstwo podwójnego kraju, WBPiCAK w Poznaniu 2017
- U otwarte. Zapiski obok wojny, Dom Literatury w Łodzi 2025

## Antologie
- Antologia nowej poezji polskiej, Wydawnictwo Zielona Sowa 2001
- Most poezji / Poesiebrücke, Płock-Darmstadt 2001
- Poza słowa. Antologia poezji polskiej, Słowo/Obraz Terytoria 2006
- Six Polish Poets, Arc Publications, Londyn 2008
- Stanje pripravnosti – pregled savremene poljske poezije, Albatros Plus, Beograd 2010.
- Il Vetro è sottile. Poeti polacchi contemporanei tradotti da poeti, Edizioni Casagrande 2012
- Любов не е думата: Miłość nie jest tym słowem. Antologia poetek i poetów polskich debiutujących po roku 1989, Sofia 2014
- Zawrót głowy. Antologia polskich wierszy filmowych (Narodowe Centrum Kultury Filmowej, Łódź 2018)